# Rose Bertin
Pour les articles homonymes, voir Bertin.

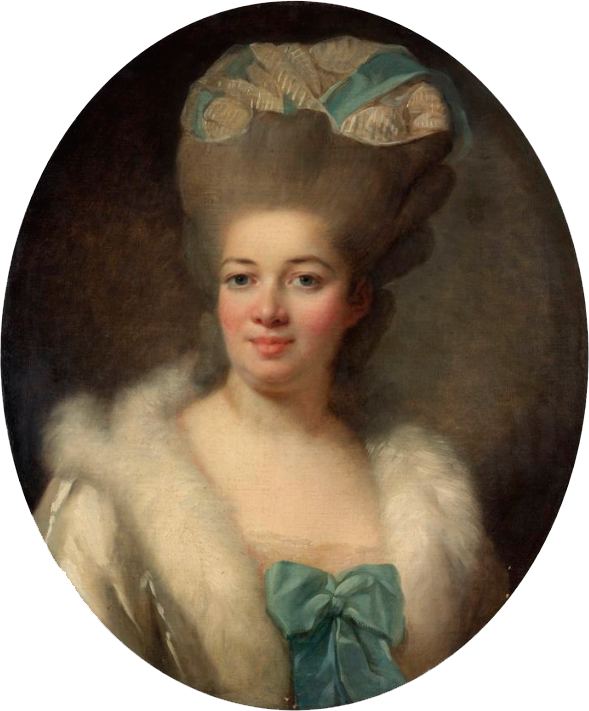
Portrait présumé de Mademoiselle Bertin par Élisabeth Vigée Le Brun.

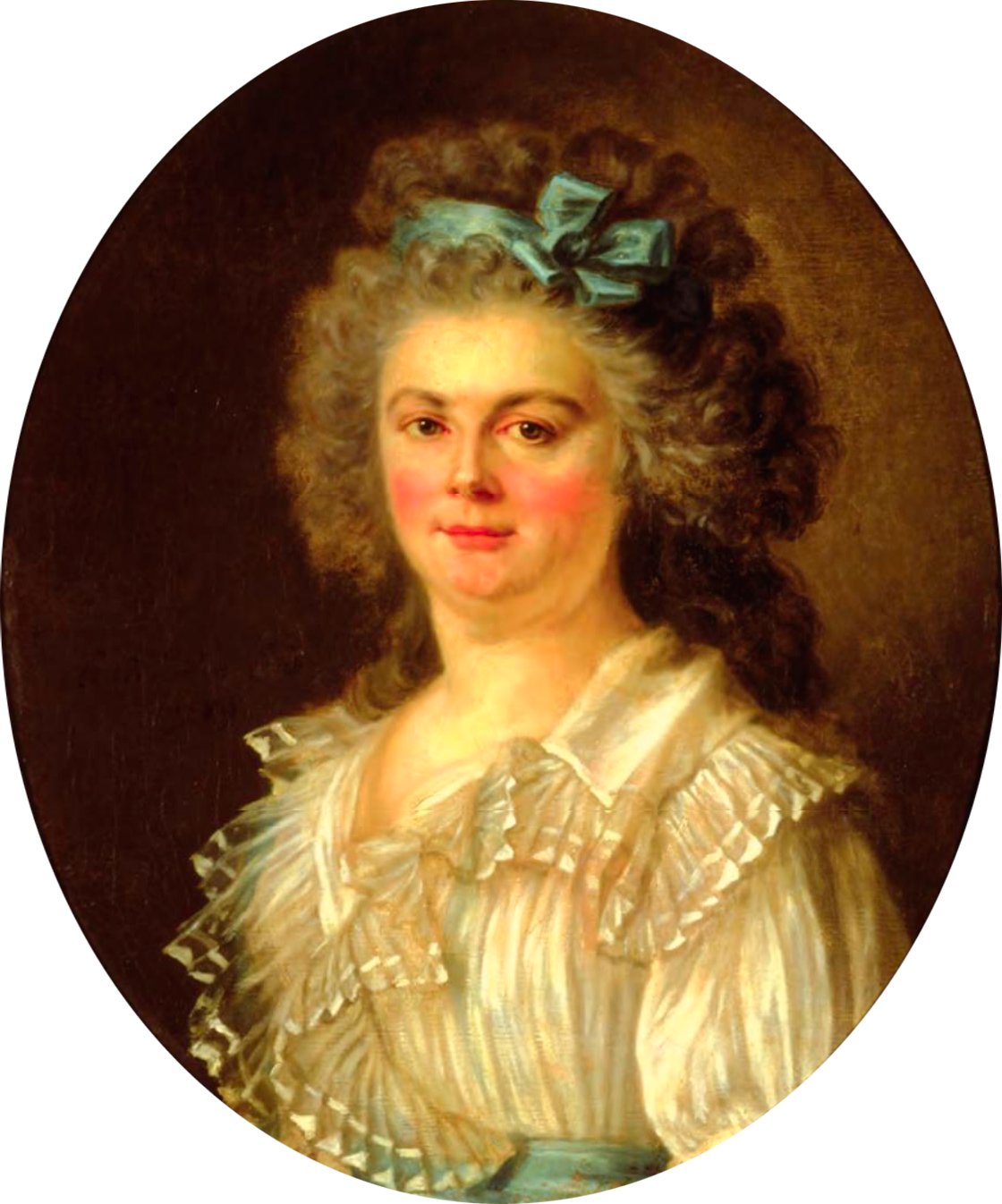
Portrait présumé de Mademoiselle Bertin par Louis-Amadée Van Loo (1789).

Marie Jeanne Bertin dite Rose Bertin ou Mademoiselle Bertin, née à Abbeville le 2 juillet 1747 et morte à Épinay-sur-Seine le 22 septembre 1813, est une marchande de modes.

## Biographie
Rose Bertin est la fille de Nicolas Bertin, cavalier de la maréchaussée d'origine picarde, et de Marie-Marguerite Méquignon, garde-malade,. Elle aurait débuté comme « fileuse »  à la manufacture de drap fin des van Robais - fondée à  Abbeville en 1665 - puis part pour Paris dès ses seize ans pour travailler comme modiste au « Trait Galant » sous les ordres  de Mlle Pagelle, maison qui fournissait Marguerite de Rancurel de la Saune, maîtresse d'un prince du sang, le comte de Charolais et mère de ses deux filles.
Comme cette dernière passe commande au « Trait Galant » de leurs robes de mariage, Mademoiselle Bertin, chargée de la livraison, rencontre à cette occasion la princesse douairière de Conti, elle aussi princesse du sang, qui devint sa première protectrice.

### Le magasinLe Grand Mogol
En 1770, elle ouvre son propre magasin de modes à l'enseigne Le Grand Mogol, dans la rue du Faubourg-Saint-Honoré, à Paris (ultérieurement transféré au no 26 de la rue de Richelieu — rue de la Loi de 1793 à 1806 — à Paris, immeuble dont elle se porte acquéreur le 24 avril 1789 et qu'elle conservera jusqu'à sa mort).
Sa créativité et son sens des affaires font que son activité se développe rapidement et emploie bientôt trente salariées et cent vingt fournisseurs. Elle allège les silhouettes, avec des paniers plus légers et moins encombrants, lance la mode champêtre, les robes de mousseline et les robes de grossesse, ; sa clientèle est essentiellement aristocratique.

### La Ministre des modes

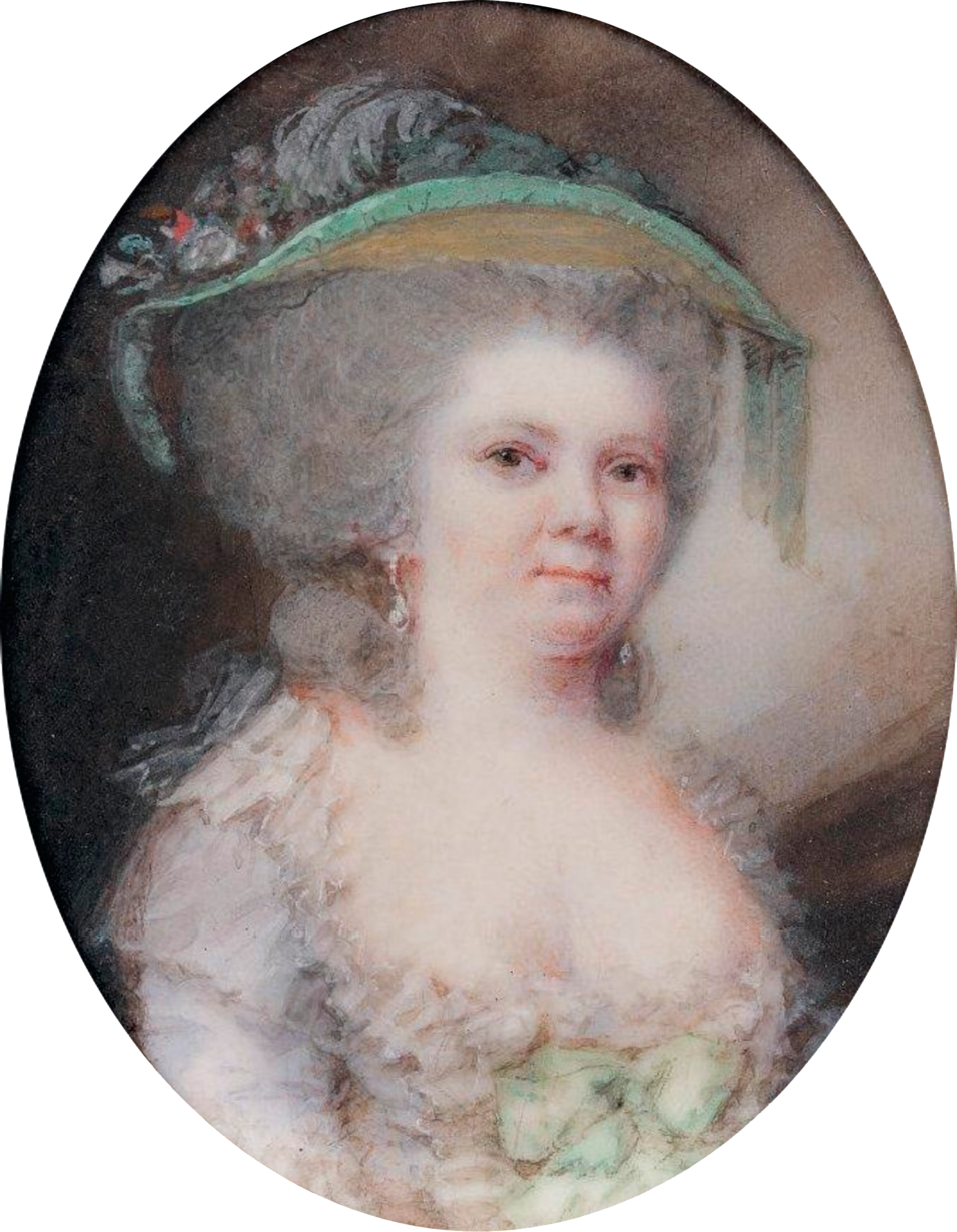
Portrait de Mademoiselle Bertin par Pierre-Adolphe Hall.

Marie-Adélaïde de Bourbon, duchesse de Chartres, la présente à celle qui est depuis un jour reine, le 11 mai 1774, à Marly, alors que Louis XV vient d'expirer. Elle jouit de la faveur de la reine de France Marie-Antoinette qui trouve en elle sa « Ministre des modes » ; elle est d'ailleurs jalousée pour sa proximité avec la souveraine. Cette jeune femme qui vient du peuple peut être considérée comme une entrepreneuse avant l'heure, ne devant sa réussite qu'à son talent ; en outre, les métiers de conception de mode sont surtout à l'époque une affaire d'hommes : Mademoiselle Bertin inaugure avant l'heure ainsi l'ère des créatrices de mode, qui prendra son essor le siècle suivant,,.
Elle achève la révolution opérée dans les modes par Madame de Pompadour et Madame du Barry. Elle se voit bientôt réclamée dans toutes les cours d’Europe. Les modes explosent de diversité et d’invention (coiffure « à la Belle Poule », pouf « aux Sentiments », chapeau « feu l’Opéra », « à la Montgolfier » ou « à la Philadelphie »…).
De conseillère vestimentaire, elle devient une proche de la reine Marie-Antoinette à qui elle conseille notamment, quand celle-ci ne parvient pas à concevoir d'enfant, d'effectuer le pèlerinage de Notre-Dame de Monflières, petit hameau dépendant du village de Bellancourt, près de sa ville natale d'Abbeville.

### La Révolution et l'Empire

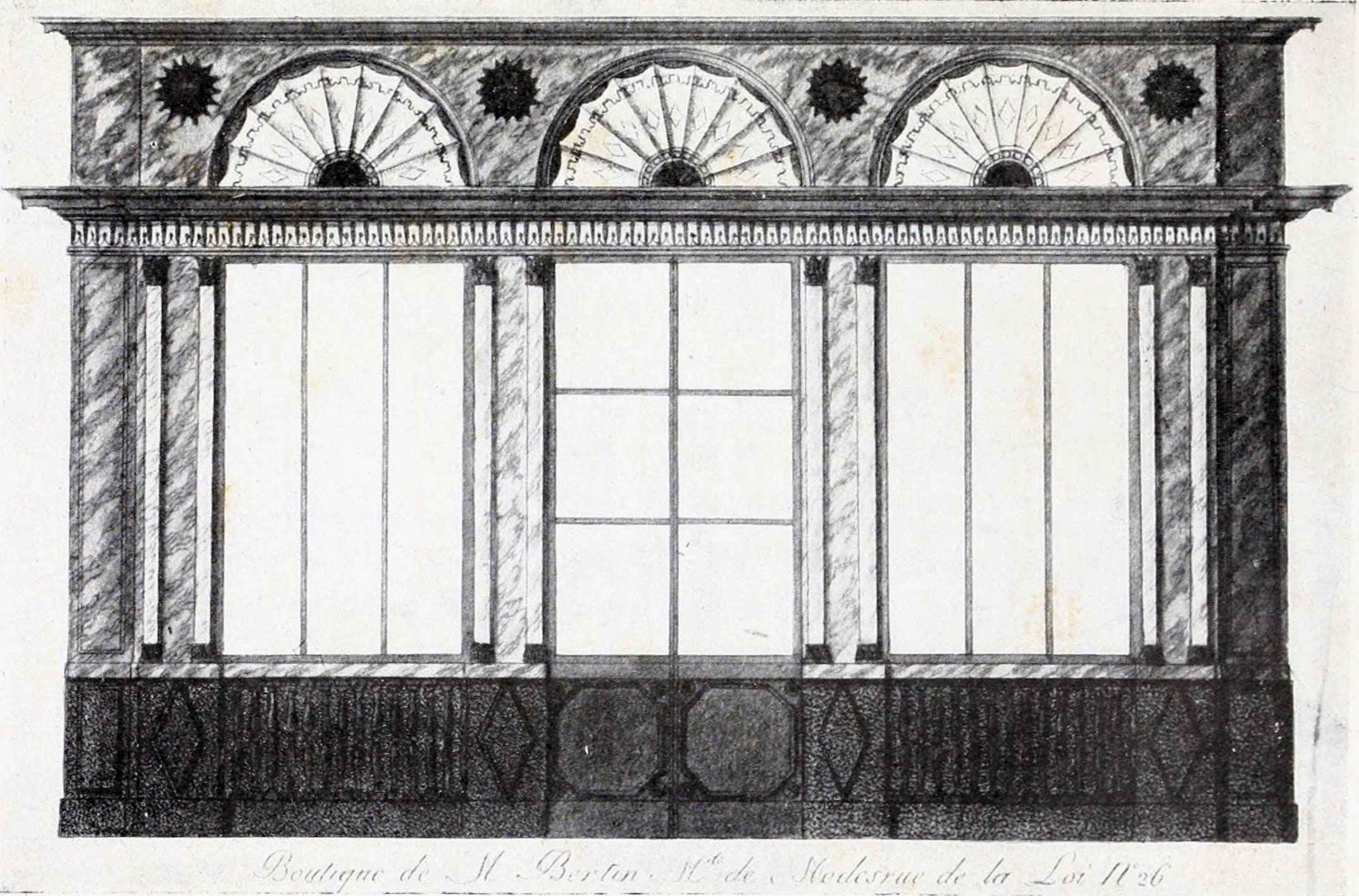
Boutique de Rose Bertin en 1807 (no 26 de la rue de la Loi, à Paris).

Pendant la Révolution française, le destin de Mademoiselle Bertin et de Marie-Antoinette suivent des routes parallèles, se rejoignent à Versailles et se séparent sur la place de la Révolution, en octobre 1793.
Elle est accusée d'entretenir les passions dispendieuses de l'ancienne souveraine ; pendant la Terreur, Bertin continue à travailler et n'émigre qu'au dernier moment en Angleterre.

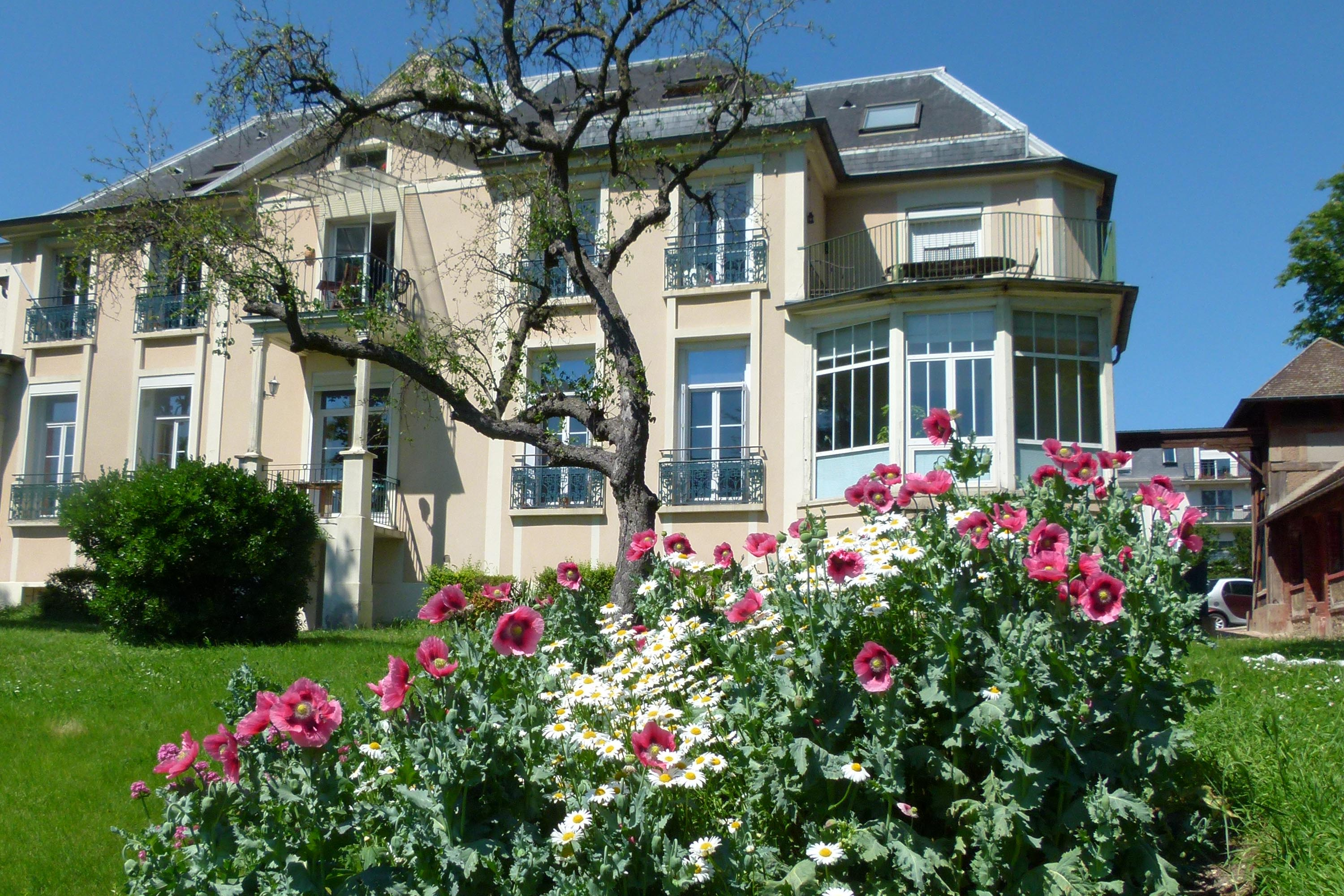
Maison de Rose Bertin à Épinay-sur-Seine (parc des Beatus).

De retour en 1795, elle vient à Paris et récupère ses biens, dont ses ateliers du 26 rue de Richelieu (renommée rue de la Loi) ainsi que sa maison d'Épinay-sur-Seine (qu'elle surnomme le « pavillon Béatus ») où elle décide de rester un an plus tard, mais le Premier Empire ne lui permet pas de retrouver son succès d'antan.
Située au bord du fleuve à Épinay-sur-Seine, la maison peut être aperçue depuis l'île Saint-Denis, à la droite de la mairie d'Épinay.
Elle meurt en 1813, restée célibataire.

## Œuvres
- Mémoires de Mlle Bertin sur la reine Marie-Antoinette, avec des notes et des éclaircissements[note 6], Bossange Frères, Paris, 1824.

## Filmographie
- Si Paris nous était conté de Sacha Guitry (1955), Rose Bertin est interprétée par Sophie Desmarets.
- Les Adieux à la reine de Benoît Jacquot (2012), Rose Bertin est interprétée par Anne Benoît.
- Les Favoris de Marie-Antoinette dans Secrets d'histoire, Rose Bertin est interprétée par Lou Gala.

## Postérité
Le Dictionnaire Bouillet indique qu’elle substitua, au « grand dommage des industries françaises, un luxe fantasque et léger à la magnificence des vieilles étoffes ».
Une rue porte son nom dans sa ville natale, une école à Bellancourt, ainsi qu'une station de la ligne T8 du tramway à Épinay-sur-Seine, où elle est morte.